# Ornithoica curvata
Ornithoica curvata är en tvåvingeart som beskrevs av Maa 1963. Ornithoica curvata ingår i släktet Ornithoica och familjen lusflugor. Inga underarter finns listade i Catalogue of Life.